# North Star Horizon
North Star Horizon（ノーススター・ホライズン）は、ノーススター・コンピューターズが1977年10月に発売した8ビットのS-100バスマイクロコンピュータである。当時のほとんどのS-100マシンと同様に、Z80Aマイクロプロセッサを中心に構築され、オペレーティング・システムとしてCP/Mを実行していた。キットまたは組み立て済みの状態で販売された。North Star Horizonは、フロッピードライブやハードディスクドライブを搭載した最初のコンピュータの1つである。u

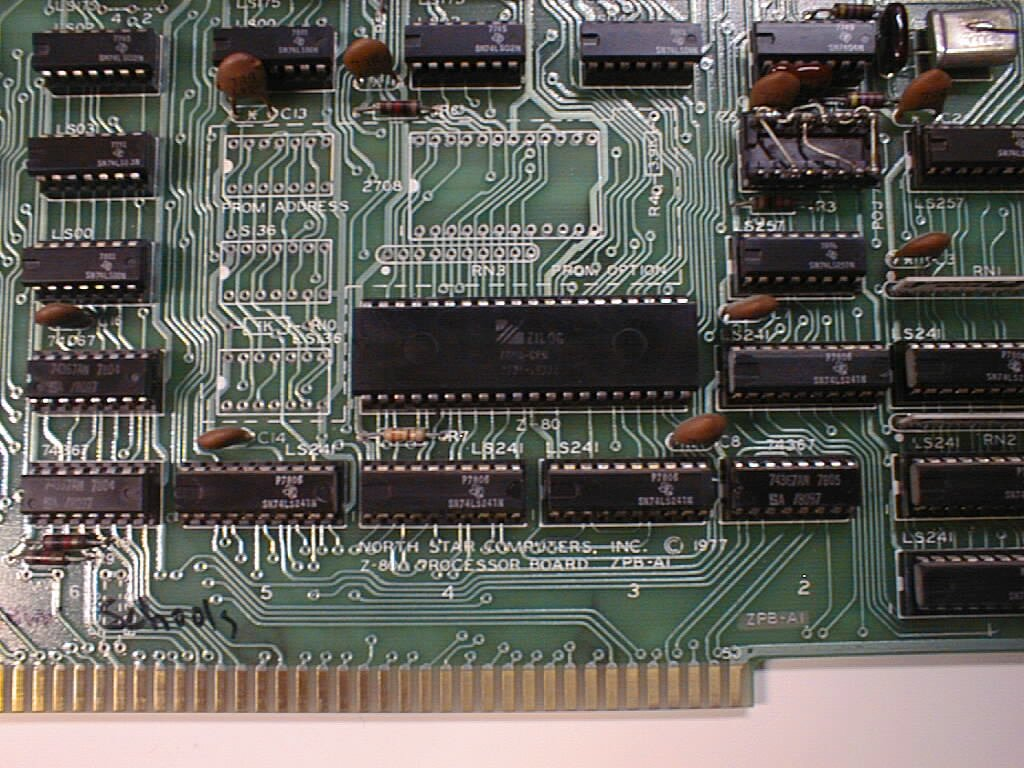
NorthStar HorizonのZ80プロセッサボード

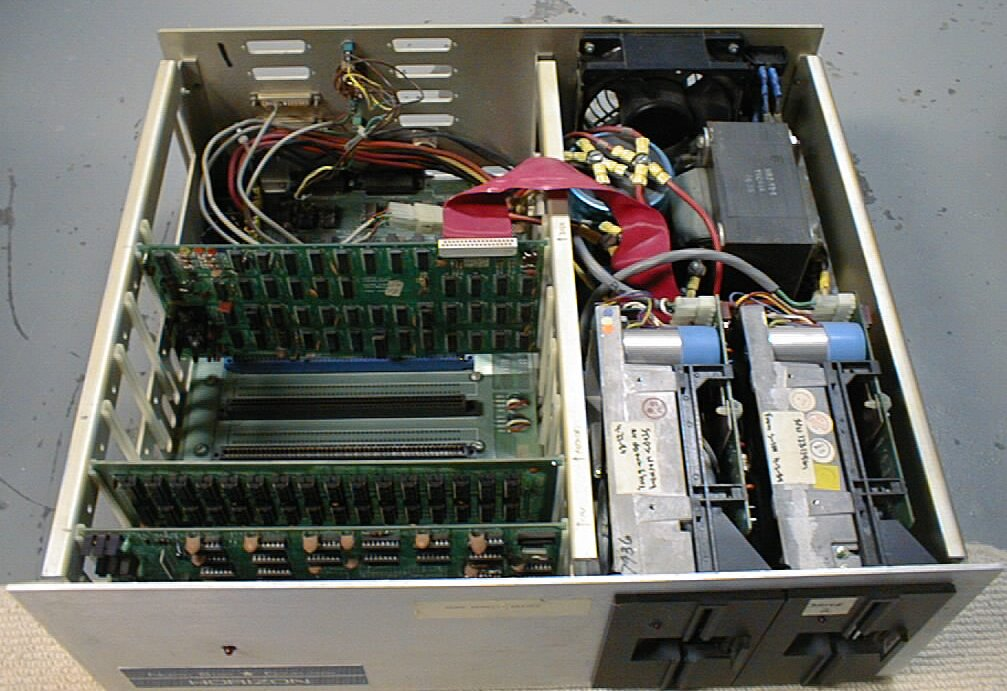
NorthStar Horizonの筐体の内部

## 特徴
このコンピュータは、分厚いアルミニウム製の筐体の上に木製のカバーが被せられている。木製のキャビネットを使用した数少ないコンピュータである。後に、安全基準を満たすために、全て金属製の筐体に変更された。筐体の中は左右2つの区画に分けられている。右側の区画の後部には、大型の変圧器とパワーコンデンサを含む電源回路が収納されており、これが容積・質量ともにシステムの大部分を占めていた。電源の前の空の部分には、通常、フロッピーディスクドライブが1基または2基収納されており、スロットが垂直になるように横向きに配置されていた。左側の区画にはS-100バスマザーボードが収納されており、スロットの向きが左右方向になるように配置されていた。マザーボード上には、主に入出力機能のためのロジック回路が搭載されており、プロセッサとメモリはスロット上のカードに搭載されていた。
CP/MとNSDOS（ノーススター独自のDOS）を実行することができる。標準的なノーススターシステムでは、ハードセクタの5.25インチフロッピーディスクドライブが1基または2基と、端末を接続して操作するためのシリアルインターフェイスを備えていた。NSDOSにはNorth Star BASICが含まれていた。これはBASICの非標準的な方言で、当時の標準的なBASICコマンドのいくつかが変更されていた。例えば、PEEKとPOKEがEXAMとFILLに変更されていた。
1982年には、後継機種であるオールインワン型のNorth Star Advantageが登場した。Horizonは、内蔵のS-100バスを使用して様々な制御システムに接続することができる大学環境に適していた。
ノーススターは、フルハイト5MBのMFMドライブを内蔵したハードディスクバージョンをリリースした。また、メモリと2つのシリアルポートを統合したS100カードも発売され、1台のHorizonで最大8人のユーザーがそれぞれのCPUでディスクやその他のリソースを共有できた。これは、Unixライクな機能を備えたマルチユーザーCP/M改良版であるTurboDOSで動作した。